# Vlaminck (cràter)

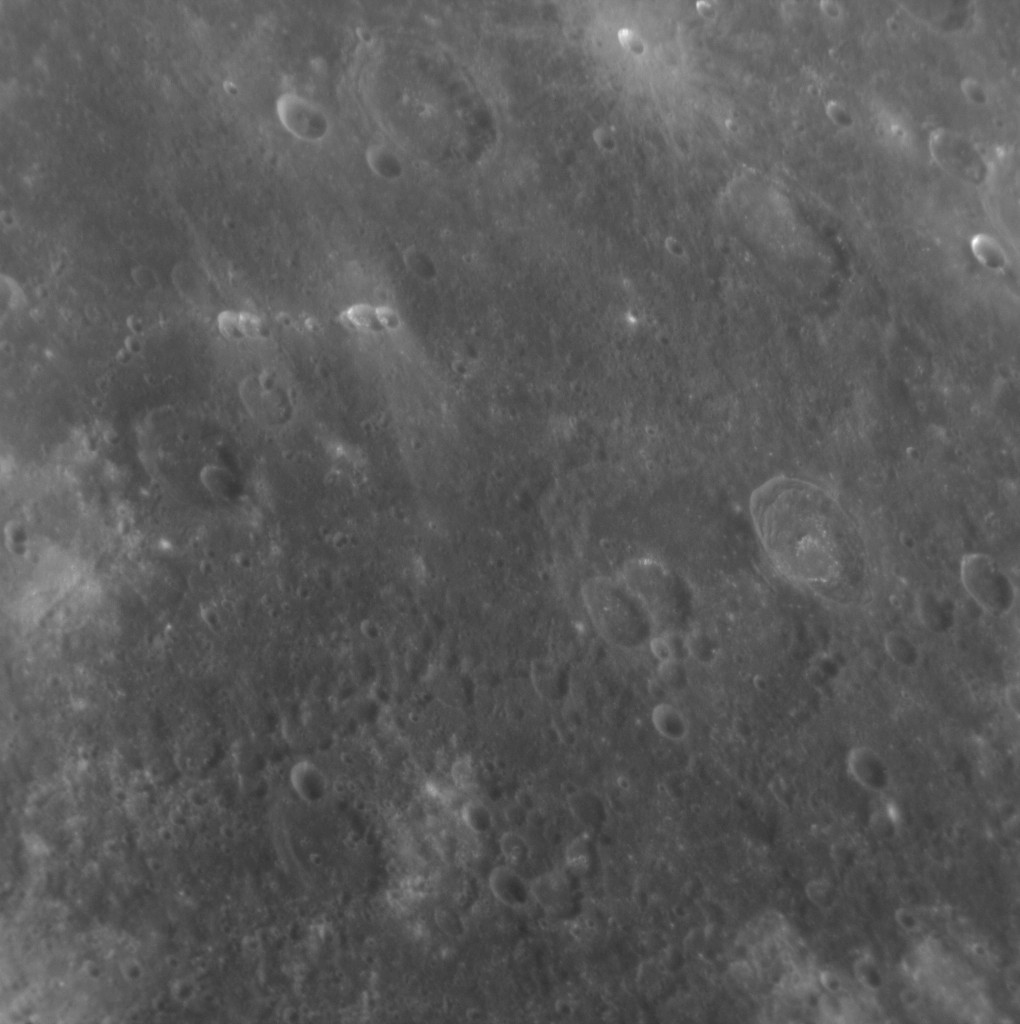
Imatge del cràter Vlaminck des de la sonda Messenger.

Vlaminck és un cràter d'impacte en el planeta Mercuri de 82 km de diàmetre. Porta el nom del pintor francès 	Maurice de Vlaminck (1876-1958), i el seu nom va ser aprovat per la Unió Astronòmica Internacional el 1985.